# 2020 au Brésil
Chronologie du Brésil
- 2016
- 2017
- 2018
- 2019
- 2020
- 2021
- 2022
- 2023
- 2024

Cet article présente les faits marquants de l'année 2020 au Brésil.

## Évènements

### Janvier
- 17 janvier : le ministre de la culture Roberto Alvim, est limogé par le président brésilien Jair Bolsonaro, car il a annoncé la création d'une récompense nationale destinée à redynamiser les arts brésiliens en reprenant presque mot pour mot le passage d'un discours de Joseph Goebbels, chef de la propagande nazie, sur sa vision de l'art et de son rôle pour le Troisième Reich[1].
- 24-27 janvier : autour de Belo Horizonte, dans l’État de Minas Gerei au sud-est du Brésil, des précipitations records depuis le début des relevés en 1910 - 171,8 millimètres de pluie en 24h - créent des inondations, qui provoquent au moins 50 morts, 65 blessés, 2 disparus, l'évacuation de 30.000 personnes, et l'état d'urgence dans une centaine de villes[2].

### Février
- 10 février : Des inondations dans la ville de São Paulo et dans sa région métropolitaine provoquent la fermeture des principales routes de la région, provoquant l'interruption des transports publics et la fermeture des écoles[3].
- 13 février : Le ministère de la Santé met en garde contre une éventuelle épidémie de dengue, après le signalement de 57 485 cas entre janvier et février[4].
- 19 février : le sénateur et ancien ministre de l'éducation (sous le gouvernement de Dilma Rousseff) Cid Gomes doit être hospitalisé après qu'on lui ait tiré dessus alors qu'il rencontrait des policiers militaires grévistes[5].
- 21 février : 
  - Les États-Unis reprennent leurs importations de viande de bœuf fraîche du Brésil après trois ans de suspension en raison de problèmes liés à la vaccination contre la fièvre aphteuse[6].
  - Après 20 jours de grève, les travailleurs du secteur pétrolier suspendent leur action après accord avec le Tribunal Supérieur du Travail (pt)[7].
- 26 février : Le ministère de la Santé confirme le premier cas du nouveau coronavirus au Brésil. Un homme de 61 ans, résidant à São Paulo, a été infecté lors d'un voyage en Italie entre le 9 et le 21 février[8].
- 29 février : Naufrage du Anna Karoline III (pt) faisant 40 morts, 51 survivants et 2 disparus[9].

### Mars
- 2 mars : Les pluies et les glissements de terrain dans les villes de la région de Baixada Santista font 42 morts, et de nombreux dégâts matériels[10].
- 4 mars :  le footballeur Ronaldinho Gaúcho et son frère Assis sont détenus à Asunción, au Paraguay, pour usage de faux documents. Deux jours plus tard, le tribunal du pays émet un mandat d'arrêt contre les deux hommes[11].
- 12 mars : Le dollar atteint 5,00 reais pour la première fois de l'histoire, en raison de la pandémie de COVID-19 au Brésil[12].
- 17 mars : Le Département de la Santé de l'État de São Paulo confirme le premier décès dû au nouveau coronavirus au Brésil[13].

### Avril
- 16 avril : le président Jair Bolsonaro, qui minimise la gravité de la pandémie de Covid-19 dans son pays (alors que c'est à ce moment le pays d'Amérique du Sud le plus touché par la pandémie) et s'oppose aux mesures de confinement pour des raisons économiques, limoge son ministre de la santé, Luiz Henrique Mandetta, médecin de formation, car il prônait le confinement et la distanciation sociale, il est remplacé par l'oncologue Nelson Teich[14].
- 24 avril : le ministre de la justice, Sérgio Moro, démissionne à la suite du limogeage du chef de la police fédérale Mauricio Valeixo par le président Bolsonaro ; selon Moro, Valeixo a été limogé car il a refusé de faire remonter à Bolsonaro des informations sur les enquêtes que le Tribunal suprême fédéral mène contre lui[15].
- 27 avril : à la suite des accusations émises par l'ancien ministre de la justice Sergio Moro lors de sa démission, le Tribunal suprême fédéral du Brésil ouvre une enquête contre le président Jair Bolsonaro pour ingérence dans des affaires judiciaires le concernant, prévarication et obstruction à la justice[16] ; si les accusations sont fondées, cela pourrait provoquer une procédure de destitution[16].

Mai
- 3 mai : le Brésil atteint la barre des 100 000 cas confirmés de COVID-19[17].
- 15 mai : le Ministre de la Santé brésilien Nelson Teich démissionne à cause de profonds désaccords avec le président Jair Bolsonaro sur la gestion de la pandémie de Covid-19 au Brésil, moins d'un mois après le limogeage du précédent Ministre de la Santé Luiz Henrique Mandetta exactement pour les mêmes raisons.
- 16 mai : le général Eduardo Pazuello, ministre par intérim de la Santé, prend ses fonctions[18].
- 22 mai : Avec 330 000 infections, le Brésil dépasse la Russie et devient le deuxième pays au monde avec le plus grand nombre de cas confirmés de COVID-19[19].

### Juin
- 19 juin : le Brésil atteint le million de cas confirmés de COVID-19[20].
- 30 juin : Bombe cyclonique de juin 2020 : cyclone extratropical de force ouragan qui s'est produit dans la région sud du Brésil, et qui a touché les États de Santa Catarina, de Rio Grande do Sul et du Paraná. Une dizaine de morts sont confirmées[21].

### Juillet
- 2 juillet : Amendement constitutionnel adopté qui reporte les élections municipales, initialement prévues le premier et le dernier dimanche d'octobre, aux 15 et 29 novembre (premier et deuxième tours), en raison de la pandémie de COVID-19[22].

### Août
- 28 août : Wilson Witzel, gouverneur de Rio de Janeiro, est démis de ses fonctions par le ministre de la Cour supérieure de justice, Benedito Gonçalves, pour manquements dans le secteur de la santé pendant la pandémie de COVID-19 à Rio de Janeiro. Le vice-gouverneur Cláudio Castro, également sous enquête, assume le rôle de gouverneur par intérim[23].
- 30 août : Un séisme de 4,6 frappe la région de Recôncavo baianais, avec l'épicentre à Amargosa et Mutuípe[24].

### Septembre
- 1er septembre : des incendies historiques se produisent dans le Pantanal[25].

### Octobre
- 8 octobre : les cas de Covid-19 au Brésil atteignent 5 000 000 et les décès 148 300[26].
- 25 octobre : formation de la tempête subtropicale Mani[27].

### Novembre
- 3 novembre : une panne d'électricité majeure frappe tout l'État d'Amapá[28].
- 15 novembre : 1er tour des élections municipales brésiliennes.
- 19 novembre : un homme noir est assassiné, battu par des agents de sécurité dans un établissement Carrefour de Porto Alegre. Plusieurs manifestations, dénonçant le racisme, ont eu lieu le lendemain[29].
- 25 novembre : un accident entre un bus et un camion fait 42 morts à Taguaí, dans la région d'Avaré[30].
- 29 novembre : 2e tour des élections municipales brésiliennes.

### Décembre
- 22 décembre : le maire de Rio de Janeiro Marcelo Crivella, et plusieurs de ses proches, sont arrêtés car ils sont accusés de faire partie d'un réseau de corruption dirigé par Crivella, neuf jours avant la fin de son mandat.
- 28 décembre : formation de la tempête subtropicale Oquira[31].

## Cinéma
- Le film Une démocratie en danger (Democracia em Vertigem) est nommé à l'Oscar du meilleur film documentaire.

## Décès
- 6 janvier : Cabeção, joueur de football
- 19 février : José Mojica Marins, réalisateur, acteur et scénariste
- 7 mars : Jair Marinho, footballeur
- 14 mars : Gustavo Bebianno, avocat et homme politique
- 18 mars : Sérgio Trindade, ingénieur chimiste et chercheur
- 25 mars : Martinho Lutero Galati, chef d'orchestre
- 26 mars : Naomi Munakata, cheffe de chœur et professeure académique
- 27 mars : Daniel Azulay, artiste, dessinateur de bande dessinée et enseignant
- 15 avril : Rubem Fonseca, écrivain et scénariste
- 16 avril : Luiz Alfredo Garcia-Roza, écrivain
- 19 avril : Índio, footballeur
- 27 avril : Asdrubal Bentes, homme politique et avocat
- 29 avril : Gerson Victalino, joueur de basket-ball
- 4 mai : Aldir Blanc, psychiatre et parolier
- 8 mai : Vicente André Gomes, médecin et homme politique
- 9 mai : Abraham Palatnik, artiste
- 10 mai : Sérgio Sant'Anna, écrivain et acteur
- 15 mai : Olga Savary, poétesse et traductrice
- 25 mai : Vadão, footballeur